# Solenopsis daguerrei
Solenopsis daguerrei е вид насекомо от семейство Мравки (Formicidae). Видът е световно застрашен, със статут Уязвим.

## Разпространение
Разпространен е в Аржентина и Уругвай.